# Nur-Adad

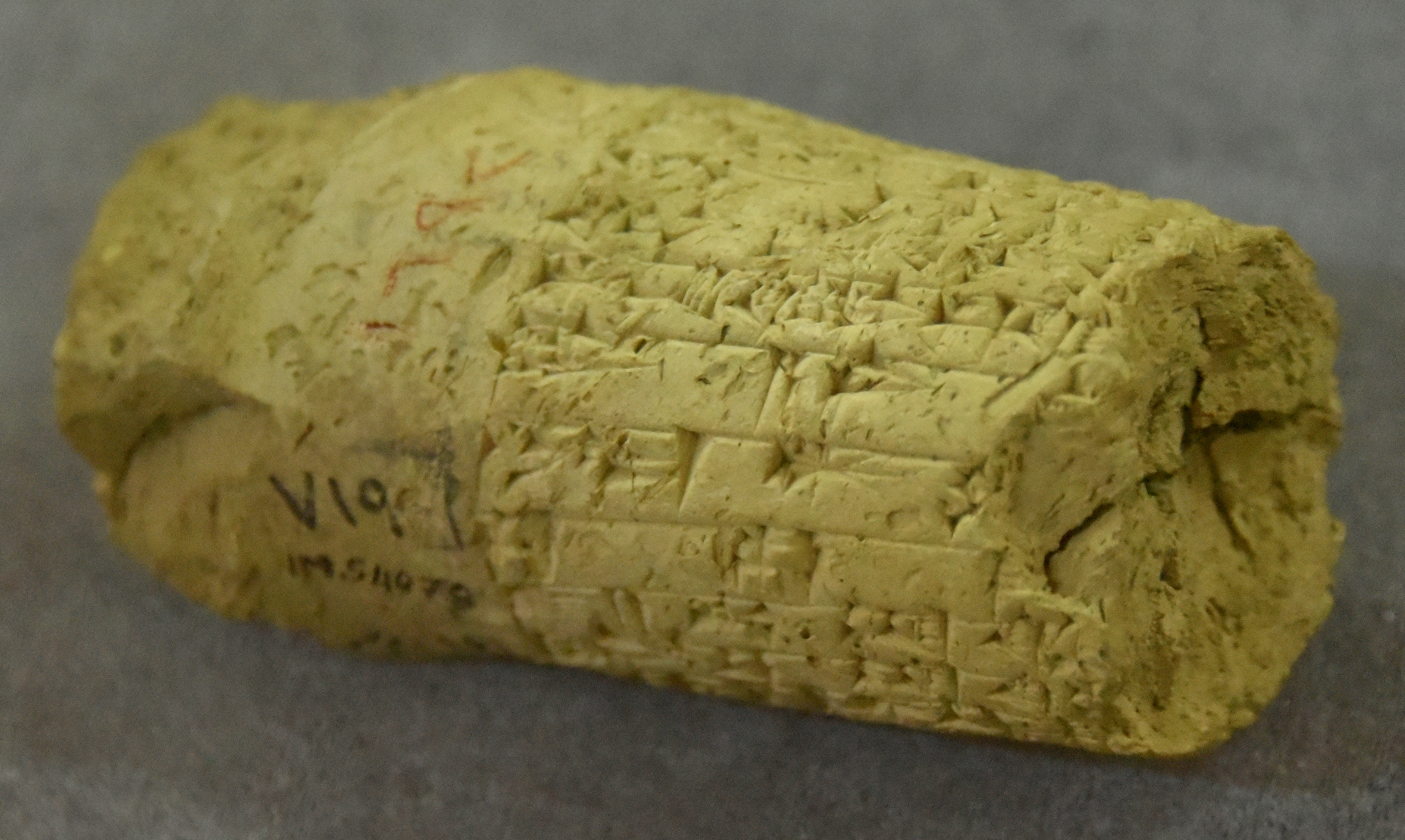
Tonzylinder mit Inschrift des Namens von Nur-Adad in Keilschrift

Nur-Adad (akkadisch Nu-ur-DIM) war achter König der altbabylonischen Dynastie in Larsa, der gemäß mittlerer Chronologie von 1865 bis 1850 v. Chr. regierte. Er nannte sich nicht mehr traditionell König von Ur, sondern Förderer oder Zuverlässiger Ackerbauer.
Der Name seines Vaters ist nicht bekannt. Nur-Adad war Zeitgenosse von Erra-imitti und Enlil-bani. In Larsa ließ sich Nur-Adad einen Königspalast errichten. Während seiner Regierungszeit litt Larsa unter schweren Unruhen, da er laut seiner Inschriften die verstreute Bevölkerung wieder in ihre Heimat führte. Auffällig war seine Besorgnis um die alte Stadt Eridu. Sein Sohn Sin-Iddinam folgte ihm als nächster König.